# 1160 год
1160 (ты́сяча сто шестидеся́тый) год  по юлианскому календарю — високосный год, начинающийся в пятницу. Это 1160 год нашей эры, 10‑й год 6‑го десятилетия XII века 2‑го тысячелетия, 1‑й год 1160‑х годов. Он закончился 865 лет назад.
| Пн | Вт | Ср | Чт | Пт | Сб | Вс |
|    |    |    |    | 1  | 2  | 3  |
| 4  | 5  | 6  | 7  | 8  | 9  | 10 |
| 11 | 12 | 13 | 14 | 15 | 16 | 17 |
| 18 | 19 | 20 | 21 | 22 | 23 | 24 |
| 25 | 26 | 27 | 28 | 29 | 30 | 31 |

| Пн | Вт | Ср | Чт | Пт | Сб | Вс |
| 1  | 2  | 3  | 4  | 5  | 6  | 7  |
| 8  | 9  | 10 | 11 | 12 | 13 | 14 |
| 15 | 16 | 17 | 18 | 19 | 20 | 21 |
| 22 | 23 | 24 | 25 | 26 | 27 | 28 |
| 29 |    |    |    |    |    |    |

| Пн | Вт | Ср | Чт | Пт | Сб | Вс |
|    | 1  | 2  | 3  | 4  | 5  | 6  |
| 7  | 8  | 9  | 10 | 11 | 12 | 13 |
| 14 | 15 | 16 | 17 | 18 | 19 | 20 |
| 21 | 22 | 23 | 24 | 25 | 26 | 27 |
| 28 | 29 | 30 | 31 |    |    |    |

| Пн | Вт | Ср | Чт | Пт | Сб | Вс |
|    |    |    |    | 1  | 2  | 3  |
| 4  | 5  | 6  | 7  | 8  | 9  | 10 |
| 11 | 12 | 13 | 14 | 15 | 16 | 17 |
| 18 | 19 | 20 | 21 | 22 | 23 | 24 |
| 25 | 26 | 27 | 28 | 29 | 30 |    |

| Пн | Вт | Ср | Чт | Пт | Сб | Вс |
|    |    |    |    |    |    | 1  |
| 2  | 3  | 4  | 5  | 6  | 7  | 8  |
| 9  | 10 | 11 | 12 | 13 | 14 | 15 |
| 16 | 17 | 18 | 19 | 20 | 21 | 22 |
| 23 | 24 | 25 | 26 | 27 | 28 | 29 |
| 30 | 31 |    |    |    |    |    |

| Пн | Вт | Ср | Чт | Пт | Сб | Вс |
|    |    | 1  | 2  | 3  | 4  | 5  |
| 6  | 7  | 8  | 9  | 10 | 11 | 12 |
| 13 | 14 | 15 | 16 | 17 | 18 | 19 |
| 20 | 21 | 22 | 23 | 24 | 25 | 26 |
| 27 | 28 | 29 | 30 |    |    |    |

| Пн | Вт | Ср | Чт | Пт | Сб | Вс |
|    |    |    |    | 1  | 2  | 3  |
| 4  | 5  | 6  | 7  | 8  | 9  | 10 |
| 11 | 12 | 13 | 14 | 15 | 16 | 17 |
| 18 | 19 | 20 | 21 | 22 | 23 | 24 |
| 25 | 26 | 27 | 28 | 29 | 30 | 31 |

| Пн | Вт | Ср | Чт | Пт | Сб | Вс |
| 1  | 2  | 3  | 4  | 5  | 6  | 7  |
| 8  | 9  | 10 | 11 | 12 | 13 | 14 |
| 15 | 16 | 17 | 18 | 19 | 20 | 21 |
| 22 | 23 | 24 | 25 | 26 | 27 | 28 |
| 29 | 30 | 31 |    |    |    |    |

| Пн | Вт | Ср | Чт | Пт | Сб | Вс |
|    |    |    | 1  | 2  | 3  | 4  |
| 5  | 6  | 7  | 8  | 9  | 10 | 11 |
| 12 | 13 | 14 | 15 | 16 | 17 | 18 |
| 19 | 20 | 21 | 22 | 23 | 24 | 25 |
| 26 | 27 | 28 | 29 | 30 |    |    |

| Пн | Вт | Ср | Чт | Пт | Сб | Вс |
|    |    |    |    |    | 1  | 2  |
| 3  | 4  | 5  | 6  | 7  | 8  | 9  |
| 10 | 11 | 12 | 13 | 14 | 15 | 16 |
| 17 | 18 | 19 | 20 | 21 | 22 | 23 |
| 24 | 25 | 26 | 27 | 28 | 29 | 30 |
| 31 |    |    |    |    |    |    |

| Пн | Вт | Ср | Чт | Пт | Сб | Вс |
|    | 1  | 2  | 3  | 4  | 5  | 6  |
| 7  | 8  | 9  | 10 | 11 | 12 | 13 |
| 14 | 15 | 16 | 17 | 18 | 19 | 20 |
| 21 | 22 | 23 | 24 | 25 | 26 | 27 |
| 28 | 29 | 30 |    |    |    |    |

| Пн | Вт | Ср | Чт | Пт | Сб | Вс |
|    |    |    | 1  | 2  | 3  | 4  |
| 5  | 6  | 7  | 8  | 9  | 10 | 11 |
| 12 | 13 | 14 | 15 | 16 | 17 | 18 |
| 19 | 20 | 21 | 22 | 23 | 24 | 25 |
| 26 | 27 | 28 | 29 | 30 | 31 |    |

## События

Бегство японского императора Нидзё из дворца во время смуты Хэйдзи

- 1159—1160 — закончилась осада Кремы в Ломбардии войсками Священной Римской империи[1].
- Январь—февраль — смута годов Хэйдзи. Неудачный мятеж Фудзивара-но Нобуёри и клана Минамото с целью отстранения от власти сёнагона Синдзэя и клана Тайра, произошедший в Японии (в основном в Киото). Мятеж подавлен войсками Тайра, после чего многие сторонники Минамото были убиты или сосланы, а в Японии установилась практически единоличная власть Тайра-но Киёмори[2].
- Захват Генрихом Львом территории ободритов и убийство их князя Никлота.
- Вильгельм, король Сицилии, подавляет мятеж баронов, вдохновлённых Фридрихом Барбароссой и Мануилом Комнином.
- Альмохады отвоевали у норманнов Махдию. Впрочем пизанцы заключили с ними выгодную торговую сделку.
- Рено де Шатильон взят в плен мусульманами.
- Крупное португальское наступление начинается в регионе Алентежу, против мусульман.
- Яшоварман II преуспевает в своём дяде Дхараниндравармане как правителе Кхмерской империи. Сын Дхараниндравармана Джаяварман соглашается с наследством его кузена и отправляется в изгнание в соседнюю Чампу.
- Первое упоминание в летописи Шильонского замка.
- Основан город Кангас в Испании.

## Русь
Правление: 1154—1155, 1159—1161 и 1162—1167 — Ростислав Мстиславич
- 1158—1161 — Междоусобная война на Руси[3]:
  - Святослав Ольгович организовал осаду Вщижа, завершившейся крестоцелованием ему княжевшего там его двоюродного племянника Святослава Владимировича[4].
- Зима 1159//1160 — Мстислав Изяславич с братьями Ярославом и Ярополком и дядей Владимиром Андреевичем в течение 17 дней осаждают Туров, в котором затворился Юрий Ярославич. Не добившись успеха князья уходят[5].
- Зима 1159/1160 — князь Изяслав Давыдович заключил с владимирским князем Андреем Юрьевичем Боголюбским союз, который был скреплён женитьбой Святослава Владимировича на дочери владимирского князя[6].
- Согласно договору Андрей Боголюбский должен был оказать помощь Святославу Владимировичу осаждённому во Вщиже[7].
- Князь Изяслав Давыдович разорил окрестности городов Воробейна и Росуси и прибыл к племяннику князю Святославу Владимировичу во Вщиж, осаждённому Святославом Ольговичем и другими южнорусскими князьями[6].
- Прогнанный из Киева Изяслав Давыдович предпринял неудачную попытку захватить Чернигов.
- Князь Изяслав Давыдович предпринял неудачный поход на Киев вместе с князем Святославом Владимировичем, Святославом Всеволодовичем и старшим сыном Святослава Ольговича — Олегом, а также в союзе с половцами[8].
- Мстислав Изяславич осадил Туров, где находился Юрий Ярославич, однако город взять не смог[9][10].
- Весна (по другим данным январь-февраль) — Андрей Боголюбский встречается с Изяславом Давыдовичем в Волоке и посылает оттуда грамоту в Великий Новгород и своих претензиях на данный город[6][7].
- Новгородцы арестовывают своего князя, сына великого киевского князя Ростислава Мстиславича — Святослава Ростиславича и посылают к Андрею Боголюбскому посольство, прося у него на княжение сына. Вместо сына Андрей отправляет (21 июня) в Новгород на княжение племянника — Мстислава Ростиславича, который был сведён с новгородского княжения в 1161 году[6].
- Август (предположительно) — Изяслав Давыдович при поддержке некоторых князей, а также половцев подходит к Переяславлю-Русскому и в течение двух недель осаждает его, требуя от Глеба Юрьевича, чтобы то (как зять) оказал ему помощь и выступил вместе с ним против Ростислава Мстиславича. Известие о выступлении великого киевского князя на помощь Глебу заставляет Изяслава снять осаду и бежать от города[11].
- Август — по просьбе русских князей из Константинопля в Киев прибывает новый митрополит киевский Феодор и был «со многою честию» встречен киевским князем Ростиславом Мстиславичем[12].
- Роман Ростиславич принимает в Смоленске своего брата Давыда, изгнанного новгородцами из Торжка, и в этом же году другого брата Святослава, заточенного новгородцами в Ладоге и бежавшего оттуда в Полоцк, а затем в Смоленск[13].
- Первое упоминание в Ипатьевской летописи городов Ярополч[14] (сейчас село Яроповичи), Росусь[15] (сейчас село Рассуха).

## Начало правления
См. также: Список глав государств в 1160 году
- 1160—1196 — Ширваншах Ахситан I. Титул «Джалал-ад-Дин ва-д-Доула» («Слава веры и государства»). Расцвет Ширвана.
- 1160—1187 — султан Газневидов Хусрау-Малик.
- январь 1160 -сентябрь 1161 — годы Эйряку. (Япония)

## Родились
См. также: Категория:Родившиеся в 1160 году

## Скончались

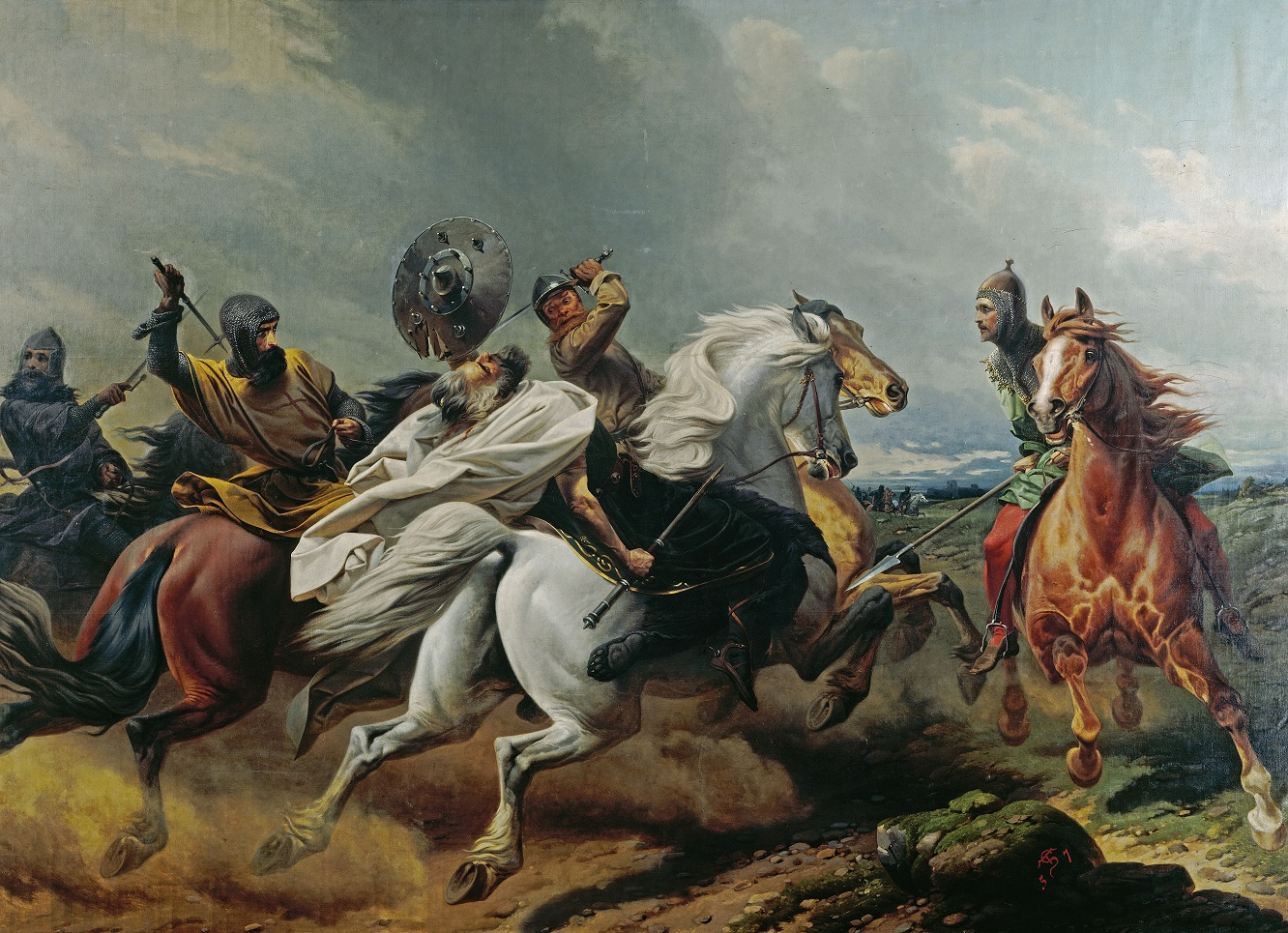
Теодор Шлёпке. «Смерть Никлота».

См. также: Категория:Умершие в 1160 году
- 18 мая — убийство короля Швеции Эрика IX (предположительно датским претендентом на трон Магнусом Хенриксеном).
- Казнён Синдзэй (Фудзивара-но Митинори).